# Löbenicht

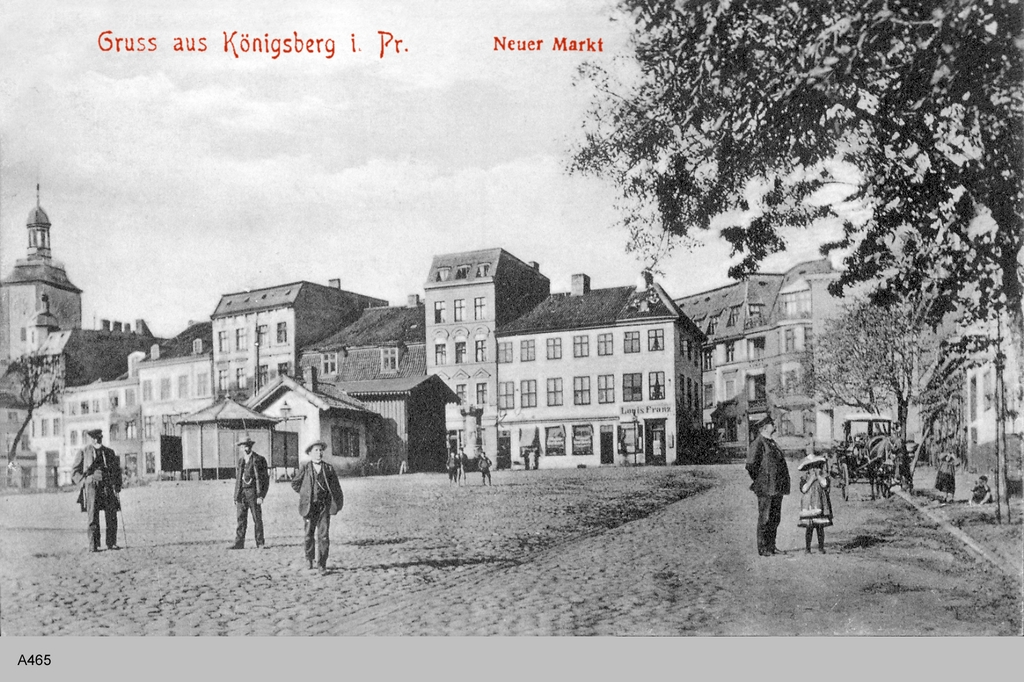
Neuer Markt met links de Löbenichtsche Kirche

Löbenicht was een van de drie oorspronkelijke stadskernen van de stad Koningsbergen (Duits: Königsberg), ten oosten van de Altstadt gelegen.
De naam is afgeleid van het Pruisische woord loba dat "dal" betekent. Het precieze ontstaan van de stad is niet bekend, wel dat ze zeker al in 1300 bestond.
Naast Altstadt en Kneiphof was Löbenicht een zelfstandige stad tot 1724 toen de drie steden verenigd werden als Koningsbergen. Door de uitbreiding van de stad vergroeide Löbenicht steeds meer samen met Altstadt als één geheel.
Bij de bombardementen op Koningsbergen op 29 augustus 1944 en bij de slag om Koningsbergen op 9 april 1945 werden grote delen van Löbenicht verwoest. Tegenwoordig is het gebied waar vroeger Löbenicht lag een groen gebied in de stad Kaliningrad.
De Löbenichtsche Kirche was een van de herkenningspunten van de stad.